# Almada (freguesia)
A Freguesia de Almada foi uma freguesia portuguesa do Município de Almada, que tinha 1,37 quilómetros quadrados de área e 16 584 habitantes (2011), tendo, assim, uma densidade populacional de 12 105,1 hab/km².
No século XIX anexou as freguesias de Santa Maria do Castelo e Santiago.
Foi extinta, em 2013, no âmbito de uma reforma administrativa nacional, tendo sido agregada às freguesias de Cova da Piedade, Pragal e Cacilhas, para formar uma nova freguesia denominada União das Freguesias de Almada, Cova da Piedade, Pragal e Cacilhas da qual é sede.

## População
| População da freguesia de Almada | População da freguesia de Almada | População da freguesia de Almada | População da freguesia de Almada | População da freguesia de Almada | População da freguesia de Almada | População da freguesia de Almada | População da freguesia de Almada | População da freguesia de Almada | População da freguesia de Almada | População da freguesia de Almada | População da freguesia de Almada | População da freguesia de Almada | População da freguesia de Almada | População da freguesia de Almada |
| -------------------------------- | -------------------------------- | -------------------------------- | -------------------------------- | -------------------------------- | -------------------------------- | -------------------------------- | -------------------------------- | -------------------------------- | -------------------------------- | -------------------------------- | -------------------------------- | -------------------------------- | -------------------------------- | -------------------------------- |
| 1864                             | 1878                             | 1890                             | 1900                             | 1911                             | 1920                             | 1930                             | 1940                             | 1950                             | 1960                             | 1970                             | 1981                             | 1991                             | 2001                             | 2011                             |
| 4 011                            | 5 076                            | 6 745                            | 7 749                            | 9 871                            | 11 478                           | 8 529                            | 10 755                           | 17 804                           | 31 523                           | 42 757                           | 42 684                           | 22 550                           | 19 513                           | 16 584                           |

Com lugares desta freguesia foi criada a freguesia da Cova da Piedade (decreto n.º 15.004 de 07/02/1928), a freguesia de Cacilhas (Lei n.º 86/85,  de 4 de Outubro) e a freguesia do Pragal (Lei n.º 123/85, de 4 de Outubro)
| Distribuição da População por Grupos Etários | Distribuição da População por Grupos Etários | Distribuição da População por Grupos Etários | Distribuição da População por Grupos Etários | Distribuição da População por Grupos Etários | Distribuição da População por Grupos Etários | Distribuição da População por Grupos Etários | Distribuição da População por Grupos Etários | Distribuição da População por Grupos Etários | Distribuição da População por Grupos Etários |
| -------------------------------------------- | -------------------------------------------- | -------------------------------------------- | -------------------------------------------- | -------------------------------------------- | -------------------------------------------- | -------------------------------------------- | -------------------------------------------- | -------------------------------------------- | -------------------------------------------- |
| Ano                                          | 0-14 Anos                                    | 15-24 Anos                                   | 25-64 Anos                                   | > 65 Anos                                    |                                              | 0-14 Anos                                    | 15-24 Anos                                   | 25-64 Anos                                   | > 65 Anos                                    |
| 2001                                         | 1 963                                        | 2 128                                        | 10 025                                       | 5 397                                        |                                              | 10,1%                                        | 10,9%                                        | 51,4%                                        | 27,7%                                        |
| 2011                                         | 1 590                                        | 1 453                                        | 8 145                                        | 5 396                                        |                                              | 9,6%                                         | 8,8%                                         | 49,1%                                        | 32,5%                                        |

Média do País no censo de 2001:  0/14 Anos-16,0%; 15/24 Anos-14,3%; 25/64 Anos-53,4%; 65 e mais Anos-16,4%
Média do País no censo de 2011:   0/14 Anos-14,9%; 15/24 Anos-10,9%; 25/64 Anos-55,2%; 65 e mais Anos-19,0%

## Arruamentos
A freguesia de Almada continha 131 arruamentos. Eram eles:
- Alameda do Castelo
- Avenida Bento Gonçalves[4]
- Avenida Cristo-Rei[5]
- Avenida Dom Afonso Henriques
- Avenida Dom João I
- Avenida Dom Nuno Álvares Pereira
- Avenida Heliodoro Salgado
- Avenida Professor Egas Moniz[6]
- Avenida Rainha Dona Leonor[6]
- Azinhaga do Forno do Tijolo
- Calçada da Cerca
- Campo de São Paulo
- Largo Baden Powell
- Largo Conde Ferreira (ex Largo do Espirito Santo)
- Largo Cristo-Rei
- Largo da Boca do Vento
- Largo das Vítimas de 26 Agosto
- Largo dos Bombeiros
- Largo Gabriel Pedro
- Largo Infante Dom António
- Largo José Alaiz
- Largo Primeiro de Maio
- Olho de Boi
- Pátio Prior do Crato
- Praça da Liberdade
- Praça da República (ex Largo João Correia)
- Praça do Comércio
- Praça do Movimento das Forças Armadas
- Praça Dom Pedro I
- Praça General Humberto Delgado
- Praça Gil Vicente[7]
- Praça Professor Egas Moniz[6]
- Praça São João Baptista
- Praceta Bernardino Ribeiro
- Praceta Dom Francisco Xavier de Noronha
- Praceta Dom José de Mascarenhas
- Praceta Dona Leonor de Mascarenhas
- Praceta Doutor Arlindo Vicente
- Praceta Doutor José Lourenço de Carvalho
- Praceta Doutora Adelaide Coutinho
- Praceta José Maria de Oliveira (ex Praceta de São Paulo)
- Praceta Leonel Duarte Ferreira
- Praceta Oliveira Feijão
- Praceta Paula Vicente
- Rua Afonso Galo
- Rua Agostinho Silva Santos
- Rua Augusto Maria da Silveira
- Rua Bernardino Ribeiro
- Rua Bernardo Francisco da Costa
- Rua Bulhão Pato
- Rua Caetano Maria Batalha
- Rua Cândido Capilé
- Rua Capitão Leitão
- Rua Carvalho Serra
- Rua Conde Ferreira
- Rua Cruzado Liberche
- Rua Cruzado Osberno
- Rua da Cerca
- Rua da Judiaria
- Rua da Liberdade[6]
- Rua da Padaria
- Rua da Vinha
- Rua das Barroquinhas
- Rua das Flores
- Rua das Fontainhas[5]
- Rua das Terras das Cortes Reais[6]
- Rua das Torcatas
- Rua de Olivença
- Rua Deficientes das Forças Armadas
- Rua Diogo Paiva de Andrade
- Rua do Castelo
- Rua do Registo Civil
- Rua Dom Álvaro Abranches da Câmara
- Rua Dom Francisco Manuel de Melo
- Rua Dom Francisco Xavier de Noronha
- Rua Dom João de Castro
- Rua Dom João de Portugal
- Rua Dom João IV
- Rua Dom José de Marcaranhas
- Rua Dom José de Mascarenhas
- Rua Dom Sancho I[7]
- Rua Dona Leonor de Mascarenhas
- Rua Dona Maria da Silva[7]
- Rua dos Espatários
- Rua Doutor Francisco Inácio Lopes
- Rua Doutor Herculano Pires
- Rua Doutor Julião de Campos
- Rua Doutor Manuel Lourosa
- Rua Eça de Queirós
- Rua Elias Garcia (ex Calçada da Pedreira)[7]
- Rua Fernão Lopes
- Rua Fernão Lourenço
- Rua Francisco de Andrade
- Rua Francisco Foreiro
- Rua Francisco Sá de Miranda
- Rua Frei Silvestr de Almada
- Rua Garcia de Orta
- Rua Gil Anes da Costa
- Rua Henriques Nogueira (ex Rua do Açougue)
- Rua Infanta Dona Maria
- Rua Infante Dom Luís
- Rua José Fontana
- Rua Latino Coelho
- Rua Leonel Duarte Ferreira
- Rua Lourenço Pires de Távora
- Rua Luís de Queiroz
- Rua Manuel de Sousa Coutinho
- Rua Melvin Jones
- Rua Mendo Gomes de Seabra
- Rua Nuno Álvares Botelho
- Rua Padre António Vieira
- Rua Padre Francisco do Recreio
- Rua Paula Vicente
- Rua Ramiro Ferrão[6]
- Rua Raúl Flores
- Rua Rodrigues de Freitas
- Rua Rotary Internacional
- Rua São Salvador da Baía
- Rua Serpa Pinto (ex Rua do Passo)
- Rua Sociedade Filarmónica Incrível Almadense
- Rua Trigueiros Martel
- Rua Visconde Almeida Garrett
- Travessa Academia de Instrução e Recreio Familiar Almadense
- Travessa da Ramalhinha[6]
- Travessa do Campo
- Travessa do Castelo[7]
- Travessa dos Sinos
- Travessa Henriques Nogueira
- Travessa Latino Coelho
- Travessa Poeta Bocage
- Vila Campo de São Paulo

## Património
- Edifício da antiga Igreja de São Sebastião
- Quinta de São Francisco de Borja
- Casa da Cerca
- Castelo de Almada
- Jardim do castelo
- Igreja de Santiago
- Igreja do Convento de São Paulo
- Teatro Azul
- Cristo-Rei

## Personalidades ilustres
- Conde de Almada